# Reichstag zu Worms (764)
Der Reichstag zu Worms im Jahr 764 war eine Reichsversammlung („Maifeld“) unter König Pippin dem Jüngeren, über die verschiedene Quellen berichten. Es ist die erste und damit älteste, die für Worms bezeugt ist.

## Ereignisse
Die Annales Petaviani nennen als wichtiges Ereignis, dass König Pippin seine beiden Söhne, Karl und Karlmann, auf der Reichsversammlung mit Grafschaften ausstattete, ein öffentliches Zeichen dafür, dass beide nun handlungs- und nachfolgefähig waren.
Die Annales regni Francorum nennen als weiteren Zweck der Reichsversammlung die beiden Kriege, die in dieser Zeit geführt wurden, in Aquitanien, gegen Herzog Waifar, und in Bayern, weil sich dort Tassilo III. gegen den König gewandt hatte. Die Verhandlungen zogen sich über das ganze Jahr hin. Auf den Wormser Reichstag bezieht sich wohl ein Bericht, dass Waifar eine Gesandtschaft geschickt habe. Er schlug vor, ihm Bourges und andere eroberte Städte zurückzugeben. Er werde dafür den jährlichen Tribut, den die Frankenkönige von den aquitanischen Herzögen bezogen hatten, wieder leisten. Pipin wies aber nach Beratung mit den anwesenden „Großen“ den Vorschlag zurück. Tassilo wandte sich etwa um diese Zeit an den Papst um Vermittlung. Die Kriege wurden fortgesetzt.

## Rahmen
Zu den Details der Reichsversammlung 764 ist wenig bekannt, auch nicht zur Topografie der Stadt Worms im 8. Jahrhundert. So sind die Zahl und die Namen der Teilnehmenden (außer dem König) nicht bekannt und auch nicht, wo diese sich in der Stadt berieten oder trafen. Da weitere Königsaufenthalte unter den Merowingern in Worms bekannt sind, existierte vielleicht die unter den Karolingern bezeugte und dann als Königspfalz bezeichnete Anlage schon, von der aber auch nicht bekannt ist, wo in der Stadt sie lag.